# Verwaltungsgemeinschaft Bismark/Kläden

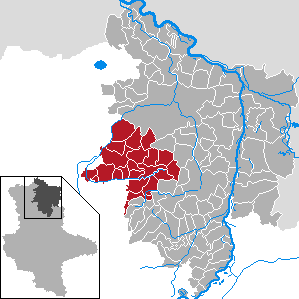
Lage der Verwaltungsgemeinschaft im Landkreis Stendal

In der Verwaltungsgemeinschaft Bismark/Kläden des Landkreises Stendal waren 20 Gemeinden zur Erledigung ihrer Verwaltungsgeschäfte zusammengeschlossen. Die Verwaltungsgemeinschaft entstand am 1. Januar 2005 aus der Fusion der 13 Gemeinden der aufgelösten Verwaltungsgemeinschaft Kläden und den sieben Gemeinden der aufgelösten Verwaltungsgemeinschaft Bismark (Altmark). Ihren Sitz hatte die Behörde in der Stadt Bismark (Altmark).
Die Verwaltungsgemeinschaft Bismark/Kläden lag im Westen des Landkreises Stendal und grenzte an den Altmarkkreis Salzwedel. Das Gebiet der VG im Herzen der Altmark erstreckte sich von der Milde im Westen und Norden bis zur oberen Uchte im Süden. Im Osten reichte das Gebiet der Verwaltungsgemeinschaft bis auf wenige Kilometer an die Stadt Stendal heran.
Am 1. Januar 2010 wurde die Verwaltungsgemeinschaft aufgelöst. Bis auf Schinne schlossen sich alle Mitgliedsgemeinden der Einheitsgemeinde Bismark (Altmark) an. Schinne wurde bis zur Eingemeindung nach Bismark vorläufig von der Stadt Bismark mitverwaltet.
In der Verwaltungsgemeinschaft Bismark/Kläden lebten 9.877 Einwohner (30. Juni 2006) auf einer Fläche von 289,44 km². Letzte Verwaltungsleiterin war Verena Schlüsselburg.

## Ehemalige Mitgliedsgemeinden mit ihren Ortsteilen
- Badingen mit Klinke und Neuhof
- Berkau mit Wartenberg
- Stadt Bismark (Altmark) mit Arensberg, Döllnitz und Poritz
- Büste
- Dobberkau mit Möllenbeck
- Garlipp
- Grassau mit Bülitz und Grünenwulsch
- Hohenwulsch mit Beesewege, Friedrichsfleiß, Friedrichshof und Schmoor
- Holzhausen
- Käthen
- Kläden mit Darnewitz
- Könnigde
- Kremkau
- Meßdorf mit Biesenthal, Schönebeck und Späningen
- Querstedt mit Deetz
- Schäplitz
- Schernikau mit Belkau
- Schinne
- Schorstedt mit Grävenitz
- Steinfeld (Altmark) mit Schönfeld

## Belege
1. ↑  StBA: Gebietsänderungen vom 01. Januar bis 31. Dezember 2010